# Ley de Reinversión y Recuperación de Estados Unidos de 2009

La Ley de Reinversión y Recuperación de Estados Unidos de 2009 (en inglés: 'American Recovery and Reinvestment Act of 2009', abreviada ARRA, Pub.L. 111-5, popularmente conocida como the Stimulus o The Recovery Act) es una ley pública federal aprobada por el 111.º Congreso de los Estados Unidos y firmada por el presidente Barack Obama. Su historia legislativa tuvo tres versiones, la primera aprobada por la Cámara de Representantes y una segunda versión aprobada por el Senado. La versión final —una versión de conferencia resultante de las negociaciones de la Cámara de Representantes y el Senado— fue aprobada por el liderazgo de ambas cámaras del Congreso el 13 de febrero de 2009, y firmado el 17 de febrero de ese año por el presidente Barack Obama.

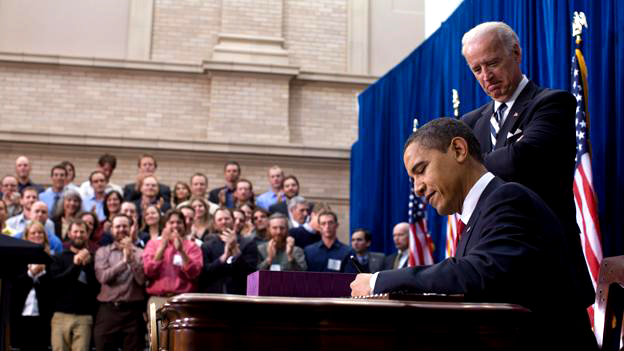
El presidente Obama firma el ARRA, que entra en vigor el 17 de febrero de 2009 en Denver (Colorado).

El 11 de febrero de 2009, los negociadores del Congreso anunciaron que habían completado el informe de la conferencia de la ley. El informe de la conferencia de la ley 1071 con la página manuscrita fue puesto a disposiciones finales al público el viernes 13 a la tarde. Al parecer, muy pocos legisladores leyeron la versión final antes de su votación. El 13 de febrero de 2009, a las 14:24h, el informe de la conferencia fue votado y aprobado en votación nominal 70 a la Cámara con 246 a favor y 183 en contra. La votación fue en gran parte a lo largo de todas las líneas con 246 votos a favor, dada por los demócratas y los votos en contra consistentes de 176 republicanos y siete demócratas. Ningún republicano de la cámara votó a favor del proyecto de ley. A las 10:48 horas, el Senado aprobó el proyecto de ley por una votación de 60-38, con todos los votos de los demócratas independientes a favor de el proyecto de ley junto con tres republicanos. Los restantes treinta y ocho senadores republicanos votaron en contra del proyecto de ley (Debido a su enfermedad, el senador Edward M. Kennedy no pudo votar, y hay una vacante de Senado, correspondiente a Minesota.)
Basado en gran medida de grandes propuestas formuladas por el presidente Barack Obama, la Ley de Recuperación de Estados Unidos y la Ley de Reinversión tienen por objeto proporcionar un estímulo para la economía de los EE.UU. a raíz de la recesión económica provocada por la crisis de hipotecas subprime y la consiguiente carestía de crédito.
El proyecto de ley incluye recortes de impuestos federales, la ampliación de las prestaciones de desempleo y otras disposiciones de bienestar social, y el gasto nacional en educación, salud, e infraestructura, incluyendo el sector de la energía. La nueva ley 1071 también incluye numerosos artículos no-económicos relacionados con la recuperación de elementos que fueron parte de planes a más largo plazo (por ejemplo, un estudio de la eficacia de los tratamientos médicos) o deseado por el Congreso (por ejemplo, una limitación de las compensaciones a los ejecutivos en el gobierno federal con ayuda de los bancos añadido por el senador Dodd y Frank Rep). La propuesta de la acción de los gobiernos es mucho mayor que la Ley de Estímulo Económico de 2008, que consistía principalmente de los controles de reducción de impuestos. El presidente Obama firmó el proyecto de ley en un foro económico llevado a cabo en Denver (Colorado), el martes 17 de febrero de 2009.

## Impacto
Un año después de la promulgación del paquete de estímulo, múltiples compañías relacionadas al análisis macroeconómico, como Moody's e IHS Global Insight, estimaron que la ley tuvo un efecto positivo en el empleo. Concretamente, estimaron que el estímulo creó entre 1.6 y 1.8 millones de trabajos y esperaban que el impacto total sea de 2.5 millones de empleos al completarse todos los efectos del estímulo. El economista Dan Wilson de la FED estimó que "ARRA creó o salvó alrededor de 2 millones de puestos de trabajo en su primer año y más de 3 millones en marzo de 2011".
La Oficina de Presupuesto del Congreso observó un aumento del PIB de hasta el 4.2% gracias al estímulo.

## Provisiones de la ley
La ley especifica que el 37% del paquete se dedicará a las reducciones de impuestos que equivalen a 288.000 millones de dólares estadounidenses y 144 millones de dólares, 18% se asignara a alivios fiscales estatales y locales (más del 90% de las ayudas estatales ira a ayuda médica y educación). 45% o $ 357 millones se destinaran a los programas sociales federales y programas de gasto federal.
Los siguientes son detalles de las diferentes partes de la factura final:

### Recortes de impuestos
Total: US $ 288.000 millones

### Desgravación fiscal para personas
Total: US $ 237.000 millones

### Desgravación fiscal para empresas
Total: US $ 51.000 millones

### Cuidado de la salud
Total: $ 147.700 millones

### Educación
Total: $ 90.900 millones

### Ayuda a los trabajadores de bajos ingresos, los desempleados y los jubilados
Total: $82.500 millones (incluye la formación profesional)

### Inversión en infraestructura
Total: $ 80.900 millones. Las inversiones principales consisten en carreteras, puentes, vías férreas, alcantarillas, otros medios de transporte.

### Inversión en instalaciones gubernamentales y de flotas de vehículos
Total: $29.500 millones

### Inversiones adicionales
Total: $15.000 millones
- $ 7.200 millones para completar la red de banda ancha y acceso inalámbrico a Internet
- $ 1.500 millones para las subvenciones a los gobiernos estatales y locales para inversiones en transporte
- $ 1.380 millones para proyectos de agua potable rural y proyectos de eliminación de residuos
- $ 1.000 millones para la United States Bureau of Reclamation para proyectos de agua potable para las zonas rurales y sectores con sequía
- $ 750 millones para la Servicio de Parques Nacionales
- $ 650 millones para la Servicio Forestal de los Estados Unidos
- $ 515 millones para proyectos de prevención de incendios forestales

### Energía
Total: $61.300 millones

### Vivienda
Total: $ 12.700 millones

### Investigación científica
Total: $8.900 millones
- $ 3.000 millones para la Fundación Nacional para la Ciencia
- $ 2.000 millones para la Departamento de Energía de los Estados Unidos
- $ 1.300 millones para instalaciones de investigación universitaria
- $ 1.000 millones para la NASA
- $ 600 millones para la Administración Nacional Oceánica y Atmosférica (NOAA)
- $ 580 millones para la Instituto Nacional de Estándares y Tecnología
- $ 140 millones para la Servicio Geológico de los Estados Unidos

### Otras
Total: $ 18.100 millones
- $ 4.000 millones para agencias estatales y locales de aplicación de las leyes
- $ 1.100 millones para mejorar la seguridad en los aeropuertos
- $ 1.000 millones en preparación para el censo del año 2010
- $ 720 millones para mejorar la seguridad en la frontera y los puertos de entrada
- $ 210 millones para construir y mejorar las estaciones de bomberos
- $ 250 millones para la seguridad de los puertos